# مردخه کوچک
مردخه کوچک، روستایی از توابع بخش تولم شهرستان صومعه‌سرا در استان گیلان ایران است.
این روستا زیبا و ساحلی و مناسب برای گردشگران است.

## جمعیت
این روستا در دهستان تولم قرار دارد و براساس سرشماری مرکز آمار ایران در سال ۱۳۸۵، جمعیت آن ۱۹۷ نفر (۴۴خانوار) بوده‌است.